# Émile Paladilhe
Émile Paladilhe (ur. 3 czerwca 1844 w Montpellier, zm. 6 stycznia 1926 w Paryżu) – francuski kompozytor.

## Życiorys
W wieku 9 lat rozpoczął naukę w Konserwatorium Paryskim, gdzie jego nauczycielami byli Antoine François Marmontel (fortepian), François Benoist (organy) oraz Jacques Fromental Halévy (kompozycja). W 1857 roku zdobył pierwszą nagrodę w grze na fortepianie, a w 1860 roku otrzymał Prix de Rome za kantatę Le Czar Ivan IV. W 1892 roku został wybrany na członka Institut de France. W 1897 roku został odznaczony Legią Honorową.
Był autorem oper Le Passant in Paris (wyst. Paryż 1872), L’amour africain (wyst. Paryż 1875), Suzanne (wyst. Paryż 1878), Diana (wyst. Paryż 1885), Patrie (wyst. Paryż 1886), dramatu religijnego Les Saintes Maries de la mer (wyst. Montpellier 1892). Ponadto skomponował 2 symfonie, utwory religijne (m.in. Messe de St. François d’Assise 1862, Messe solennelle de la Pentecôte 1899, Stabat Mater 1905), pieśni, utwory fortepianowe i organowe.